# عدن الحواشب (يهر)

تعديل مصدري - تعديل

عدن الحواشب هي إحدى قرى عزلة يهر بمديرية يهر التابعة لمحافظة لحج، بلغ تعداد سكانها 213 نسمة حسب تعداد اليمن لعام 2004.